# (15550) Sydney
(15550) Sydney (2000 FR10) – planetoida z pasa głównego asteroid okrążająca Słońce w ciągu 5,14 lat w średniej odległości 2,98 j.a. Odkryta 31 marca 2000 roku.